# Хлопице-веселейская культура

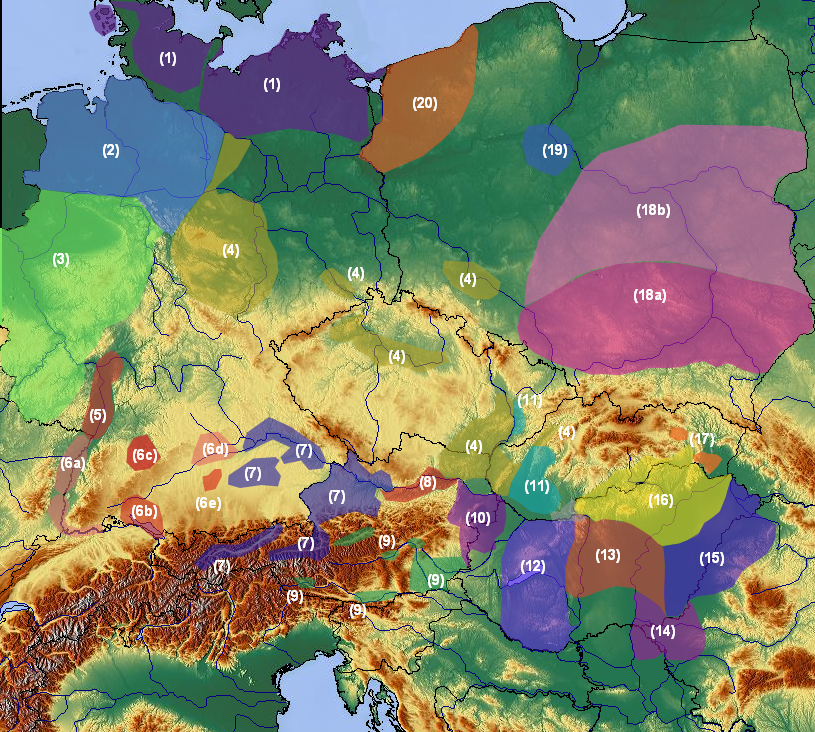
Распространение археологических культур в Центральной Европе во время стадии BA1 по хронологии Рейнеке.
(1) поздний энеолит; (2) культура колоколовидных кубков; (3) гигантские кубки; (4) унетицкая культура; (5) адлербергская культура; (6) ранняя бронза Северных Альп: (6a) группа Верхнего Рейна, (6b) группы Зинген-Некар-Рис-Лех; (7) штраубингская культура; (8) Унтервёльблингская культура; (9) ранний бронзовый век Юго-Восточных Альп; (10) визельбургская культура; (11) культура Нитра; (12) культура Кишапоштаг; (13) культура Надьрев; (14) культура Перьямош; (15) оттоманская культура; (16) хатванская культура; (17) коштянская культура; (18) мержановицкая культура: (18a) южная зона, (18b) северная зона; (19) группа Добре; (20) группа Плония (Буххольц).

Хлопице-веселейская культура, также протомержановицкая культура, — археологическая культура бронзового века (XIX—XI века до н. э.), возникшая, вероятно, ещё в конце существования Краковско-Сандомирской группы подкарпатской культуры.

## Распространение
В Польше её область распространения включает бассейн верхней Вислы, верхнего Буга и верховий Одры, в западной части граница проходила вдоль Просны, в то время, как на севере граница проходила по Мазурскому поозерью. К югу от Карпат занимала часть западной Словакии и восточной Моравии, то есть область в бассейне Вага и левобережного бассейна Моравии и, кроме того, в восточной части Словацкой Кошицкой котловины. На востоке граница проходила по верхнему бассейну Буга и Днестра (так называемая Надбужская котловина).
Одним из потомков является нитринская культура.